# Wereldbeker noordse combinatie 2014/2015
De wereldbeker noordse combinatie 2014/2015 (officieel: FIS Nordic Combined World Cup presented by Viessmann) ging van start op 29 november 2014 in het Finse Kuusamo en eindigde op 14 maart 2015 in de Noorse hoofdstad Oslo. Hoogtepunt van het seizoen waren de Wereldkampioenschappen noordse combinatie 2015 in Falun, deze wedstrijden telden echter niet mee voor de wereldbeker.
De FIS organiseert enkel een wereldbeker voor mannen. De Duitser Eric Frenzel won de algemene wereldbeker. 

## Uitslagen

### Kalender
| Datum | Plaats        | Detail             | Eerste                                                                | Tweede                                                             | Derde                                                                          |
| --- | ------------- | ------------------ | --------------------------------------------------------------------- | ------------------------------------------------------------------ | ------------------------------------------------------------------------------ |
| 29/11/2014 | Kuusamo       | HS142 + 10 km      | Johannes Rydzek                                                       | Bernhard Gruber                                                    | Miroslav Dvořák                                                                |
| 30/11/2014 | Kuusamo       | HS142 + 2 × 7,5 km | Noorwegen I Håvard Klemetsen Jørgen Gråbak                            | Duitsland II Björn Kircheisen Eric Frenzel                         | Frankrijk I François Braud Jason Lamy-Chappuis                                 |
| 06/12/2014 | Lillehammer   | HS138 + 10 km      | Eric Frenzel                                                          | Fabian Rießle                                                      | Jan Schmid                                                                     |
| 07/12/2014 | Lillehammer   | HS138 + 10 km      | Mikko Kokslien                                                        | Fabian Rießle                                                      | Jason Lamy-Chappuis                                                            |
| 20/12/2014 | Ramsau        | HS98 + 4 × 5 km    | Noorwegen Mikko Kokslien Håvard Klemetsen Jan Schmid Jørgen Gråbak    | Duitsland Tino Edelmann Eric Frenzel Johannes Rydzek Fabian Rießle | Frankrijk Sébastien Lacroix Jason Lamy-Chappuis François Braud Maxime Laheurte |
| 21/12/2014 | Ramsau        | HS98 + 10 km       | Jason Lamy-Chappuis                                                   | Mikko Kokslien                                                     | Fabian Rießle                                                                  |
| 03/01/2015 | Schonach      | HS106 + 4 × 5 km   | Duitsland Eric Frenzel Tino Edelmann Björn Kircheisen Johannes Rydzek | Noorwegen Jan Schmid Håvard Klemetsen Mikko Kokslien Jørgen Gråbak | Frankrijk Maxime Laheurte Sébastien Lacroix François Braud Jason Lamy-Chappuis |
| 04/01/2015 | Schonach      | HS106 + 10 km      | Lukas Klapfer                                                         | Akito Watabe                                                       | Jan Schmid                                                                     |
| 10/01/2015 | Chaux-Neuve   | HS118 + 10 km      | Eric Frenzel                                                          | Fabian Rießle                                                      | Magnus Moan                                                                    |
| 11/01/2015 | Chaux-Neuve   | HS118 + 10 km      | Magnus Moan                                                           | Magnus Krog                                                        | Bernhard Gruber                                                                |
| Nordic Combined Triple |               |                    |                                                                       |                                                                    |                                                                                |
| 16/01/2015 | Seefeld       | HS109 + 5 km       | Eric Frenzel                                                          | Jan Schmid                                                         | Jarl Magnus Riiber                                                             |
| 17/01/2015 | Seefeld       | HS109 + 10 km      | Eric Frenzel                                                          | Bernhard Gruber                                                    | Tino Edelmann                                                                  |
| 18/01/2015 | Seefeld       | HS109 + 15 km      | Eric Frenzel                                                          | Håvard Klemetsen                                                   | Akito Watabe                                                                   |
| 23/01/2015 | Sapporo       | HS134 + 10 km      | Eric Frenzel                                                          | Jan Schmid                                                         | Håvard Klemetsen                                                               |
| 24/01/2015 | Sapporo       | HS134 + 10 km      | Eric Frenzel                                                          | Akito Watabe                                                       | Taylor Fletcher                                                                |
| 31/01/2015 | Val di Fiemme | HS134 + 10 km      | Bernhard Gruber                                                       | Jan Schmid                                                         | Jørgen Gråbak                                                                  |
| 31/01/2015 | Val di Fiemme | HS134 + 2 × 7,5 km | Noorwegen I Jan Schmid Jørgen Gråbak                                  | Duitsland I Manuel Faißt Fabian Rießle                             | Oostenrijk I Sepp Schneider Bernhard Gruber                                    |
| 01/02/2015 | Val di Fiemme | HS134 + 10 km      | Jørgen Gråbak                                                         | Bernhard Gruber                                                    | Fabian Rießle                                                                  |
| 07/02/2015 | Liberec       | HS134 + 10 km      | Afgelast                                                              | Afgelast                                                           | Afgelast                                                                       |
| 08/02/2015 | Liberec       | HS134 + 10 km      | Afgelast                                                              | Afgelast                                                           | Afgelast                                                                       |
| 18 februari tot en met 1 maart 2015: Wereldkampioenschappen noordse combinatie 2015 in Falun (telt niet mee voor wereldbeker) |               |                    |                                                                       |                                                                    |                                                                                |
| 06/03/2015 | Lahti         | HS130 + 10 km      | Akito Watabe                                                          | Johannes Rydzek                                                    | Fabian Rießle                                                                  |
| 07/03/2015 | Lahti         | HS130 + 2 × 7,5 km | Duitsland I Fabian Rießle Johannes Rydzek                             | Frankrijk I Sébastien Lacroix Jason Lamy-Chappuis                  | Noorwegen I Magnus Krog Håvard Klemetsen                                       |
| 12/03/2015 | Trondheim     | HS134 + 10 km      | Magnus Moan                                                           | Fabian Rießle                                                      | Alessandro Pittin                                                              |
| 14/03/2015 | Oslo          | HS134 + 15 km      | Akito Watabe                                                          | Johannes Rydzek                                                    | Alessandro Pittin                                                              |

### Eindstanden
| Algemene wereldbeker        | Algemene wereldbeker | Algemene wereldbeker | Algemene wereldbeker |
| #                           | Atleet               | Land                 | Punten               |
| --------------------------- | -------------------- | -------------------- | -------------------- |
| 1                           | Eric Frenzel         | GER                  | 945                  |
| 2                           | Akito Watabe         | JPN                  | 777                  |
| 3                           | Johannes Rydzek      | GER                  | 731                  |
| 4                           | Fabian Rießle        | GER                  | 724                  |
| 5                           | Bernhard Gruber      | AUT                  | 684                  |
| 6                           | Håvard Klemetsen     | NOR                  | 593                  |
| 7                           | Jan Schmid           | NOR                  | 578                  |
| 8                           | Magnus Moan          | NOR                  | 553                  |
| 9                           | Mikko Kokslien       | NOR                  | 534                  |
| 10                          | Lukas Klapfer        | AUT                  | 401                  |
| Eindstand na 17 wedstrijden |                      |                      |                      |

| Landenklassement            | Landenklassement | Landenklassement |
| #                           | Land             | Punten           |
| --------------------------- | ---------------- | ---------------- |
| 1                           | Duitsland        | 4458             |
| 2                           | Noorwegen        | 4245             |
| 3                           | Oostenrijk       | 2851             |
| 4                           | Frankrijk        | 2008             |
| 5                           | Japan            | 1798             |
| 6                           | Italië           | 1005             |
| 7                           | Verenigde Staten | 805              |
| 8                           | Tsjechië         | 573              |
| 9                           | Finland          | 346              |
| 10                          | Slovenië         | 234              |
| Eindstand na 22 wedstrijden |                  |                  |

| Prijzengeld                 | Prijzengeld      | Prijzengeld | Prijzengeld |
| #                           | Atleet           | Land        | CHF         |
| --------------------------- | ---------------- | ----------- | ----------- |
| 1                           | Eric Frenzel     | GER         | 76.350      |
| 2                           | Fabian Rießle    | GER         | 57.950      |
| 3                           | Johannes Rydzek  | GER         | 53.070      |
| 4                           | Akito Watabe     | JPN         | 47.175      |
| 5                           | Jan Schmid       | NOR         | 45.975      |
| 6                           | Håvard Klemetsen | NOR         | 45.100      |
| 7                           | Bernhard Gruber  | AUT         | 41.250      |
| 8                           | Jørgen Gråbak    | NOR         | 36.025      |
| 9                           | Mikko Kokslien   | NOR         | 34.200      |
| 10                          | Magnus Moan      | NOR         | 31.885      |
| Eindstand na 22 wedstrijden |                  |             |             |

## Organisatie
De organisatie (Austria Ski Nordic Veranstaltungsgesellschaft m.b.H.) van de wereldbeker Noordse Combinatie van 19.12.2014 t/m 21.12.2014 in Ramsau am Dachstein ontving een subsidie van € 49.500 van de deelstaat Stiermarken.